# Añover de Tormes
Añover de Tormes is een gemeente in de Spaanse provincie Salamanca in de regio Castilië en León met een oppervlakte van 20,24 km². Añover de Tormes telt 93 inwoners (1 januari 2016).

## Demografische ontwikkeling
Bron: INE, 1857-2011: volkstellingen